# 吻紋矮冠䲁
吻紋矮冠鳚（学名：Praealticus striatus），又名狗鰷，为辐鳍鱼纲鳚形目鳚科矮冠鳚屬下的一个种，该物种于1992年由Hans Bath描述，其种加词“striatus”意为“有条纹的”。分布于西太平洋南海海域，深度0至3公尺，本魚體延長，稍側扁，缺乏頸背觸鬚，前鼻孔後緣有小觸鬚，上下唇緣具圓齒，體灰綠色，腹部白色，臉頰、吻部和嘴唇上有許多深色垂直線條，身體側面有大約5對深色條紋，背鰭柔軟的外側有斜黃色條紋，尾鰭基部中部有黑色斑點或條紋，背鰭有深凹痕，背鰭硬棘12-14枚、背鰭軟條16-20枚、臀鰭硬棘2枚、臀鰭軟條18-22枚，体长可达9公分，棲息在沿海淺水域，生活習性不明。